# رابرت بودزینسکی
رابرت بودزینسکی (فرانسوی: Robert Budzynski‎؛ ۲۱ مهٔ ۱۹۴۰ – ۱۷ ژوئیهٔ ۲۰۲۳) بازیکن و مربی فوتبال اهل فرانسه بود.
از جمله باشگاه‌هایی که وی در آن‌ها سابقهٔ بازی دارد، می‌توان به باشگاه فوتبال لانس و باشگاه فوتبال نانت اشاره کرد.
وی همچنین در تیم ملی فوتبال فرانسه بازی کرده‌است.